# Jens Kraft
Jens Kraft, né en 1720 à Fredrikshald (Norvège), mort en 1765, est un philosophe et mathématicien.